# Derrick Rossi
Derrick Rossi (ur. 5 lutego 1966) – biolog, współzałożyciel Moderny.

## Życiorys
Derrick Rossi urodził się w Toronto jako najmłodsze z pięciorga dzieci rodziny emigrantów z Malty. Jego ojciec Alfred przez całe życie pracował w warsztatach samochodowych, a matka – Agnes (z domu: Psaila), była współwłaścicielką piekarni sprzedającej wypieki powstałe według maltańskich receptur. Po ukończeniu szkoły średniej, rozpoczął studia na University of Toronto, gdzie uzyskał licencjat z biologii molekularnej. Po licencjacie wziął roczny urlop dziekański, celem odbycia podróży do Afryki. Podróżował autostopem przez Afrykę Środkową przez pięć miesięcy. Po powrocie wznowił studia uzyskując tytuł magistra w Toronto. Następnie wyjechał do Europy na studia doktoranckie w Paryżu, których nie ukończył – jak wspomina – ze względu na hulaszczy styl życia. Ostatecznie doktoryzował się w Finlandii na Uniwersytecie Helsińskim w 2003 roku, gdzie poznał też swoją przyszłą żonę. Po czym pracował na Uniwersytecie Standforda, a od 2007 roku został zatrudniony w Harvard Medical School. Pracę nad stworzeniem zespołu, który dał początek Modernie rozpoczął w 2008 roku. Po zawiązaniu się firmy formalnie nie pełnił w niej żadnej funkcji w obawie przed utratą stanowiska na Harvardzie. W 2015 roku opuścił Modernę tworząc nową firmę biotechnologiczną Convelo. Zachowuje jednak udziały w Modernie.

## Życie prywatne
Żonaty z fińską biolożką – Niną Korsisaari. Mają trzy córki: Inkę (ur. 2006), Lumię (ur. 2009), i Oonę (ur. 2011).